# Курманбеков, Жуман
Жуман Курманбеков — советский хозяйственный деятель, Герой Социалистического Труда.

## Биография
Родился в 1940 году в селе Бельбасар. Член КПСС.
В 1956—1959 гг. — комбайнёр, в 1959—1960 гг. — тракторист, в 1960—1975 гг. — комбайнёр колхоза, в 1975—1991 гг. — механизатор совхоза «Бельбасар» Чуйского района Джамбулской области Казахской ССР.
Указом Президиума Верховного Совета СССР от 19 февраля 1981 года присвоено звание Героя Социалистического Труда с вручением ордена Ленина и золотой медали «Серп и Молот».
Живёт в селе Бельбасар.

## Награды и звания
- Герой Социалистического Труда (19.02.1981)
- Орден Ленина (13.12.1972, 19.02.1981)
- Орден Октябрьской Революции (24.12.1976)
- Орден Трудового Красного Знамени (19.04.1967)